# Upphovsrätt i Indien
Upphovsrätten i Indien regleras i en lag med den officiella beteckningen Indian Copyright Act, 1957. Lagen har reviderats vid ett flertal tillfällen. Intill 1957 gällde The Indian Copyright Act, 1914 och intill 1950 i tillämpliga delar även brittiska the Copyright Act of 1911. Landet är anslutet till Bernkonventionen.

## Viktiga punkter i Copyright Act, 1957
- Enligt femte kapitlet, artiklarna 22-29, gäller skyddet för upphovsrätten i sextio år från början efter det år ett verk framställts. Detta gäller även fotografiska avbildningar; ifråga om litterära, dramatiska, musikaliska och konstnärliga verk av känd/-a enskild/-a upphovsman/-män gäller skyddet i sextio år efter upphovsmannens/-männens död
- Den amerikanska regeln om fair use motsvaras av en regel om "fair dealing" i lagens artikel 52, sektion 1.

## Källhänvisningar
1. ↑  "INDIAN COPYRIGHT ACT, 1957". copyright.gov.in. Läst 14 mars 2015. (engelska)